# ドクターヘリ

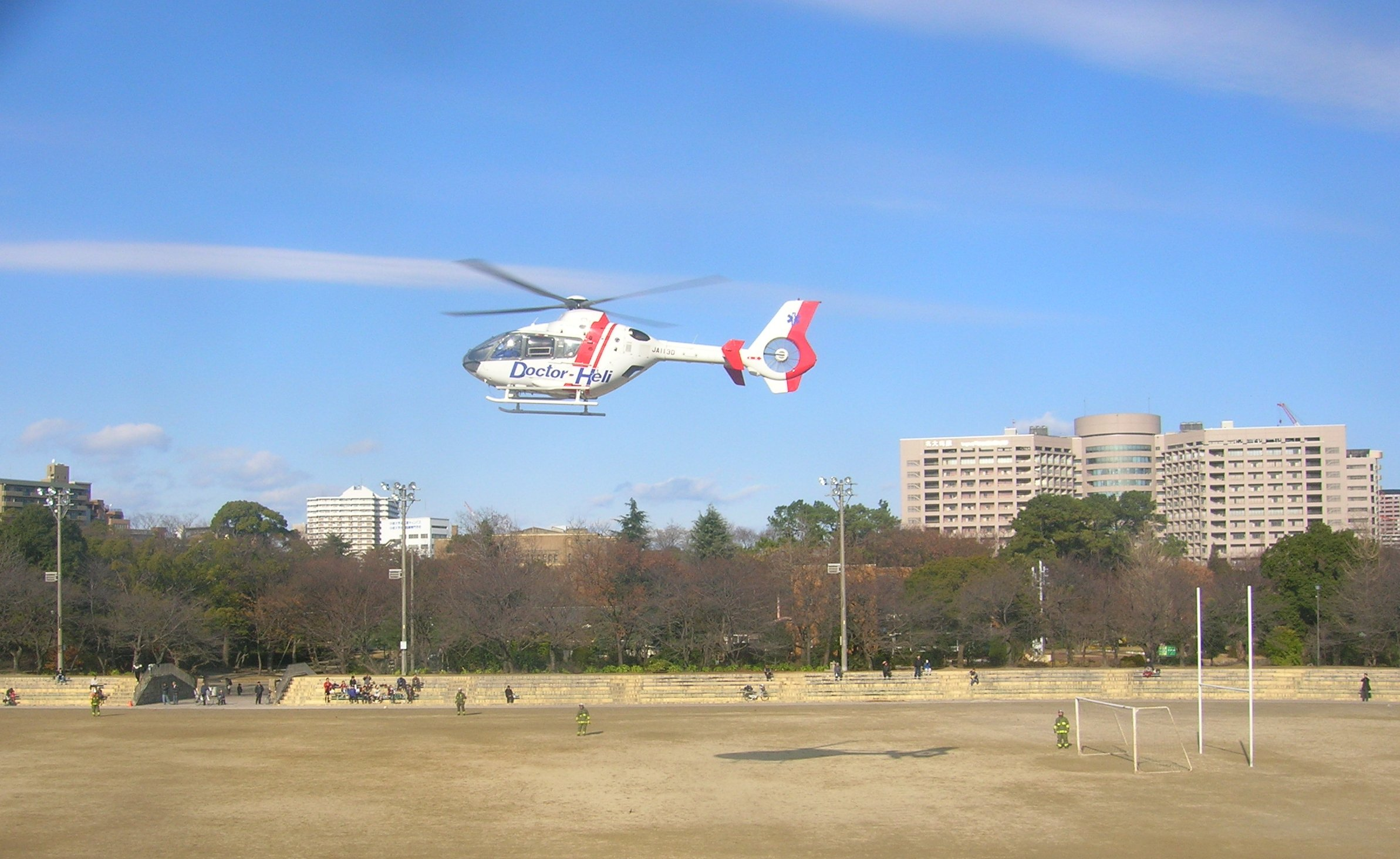
ランデブーポイントに着陸するドクターヘリ

ドクターヘリとは、医師を乗せて傷病者のもとへ向かう救急医療用ヘリコプター。医療機器を装備し、医師のほか看護師が同乗して救急現場に向かい、患者を医療機関に搬送するとともに機内で救命医療を施す。ヘリコプターは固定翼機と違って滑走路がなくても離着陸できるため、航空救急において重要な存在である。救急医療用ヘリコプター、航空救急医療活動、ヘリコプター救急医療活動、ヘリコプター救急とも呼ばれる。
本項では機体そのものだけでなく、運用についても解説する。

## 日本

### 概要

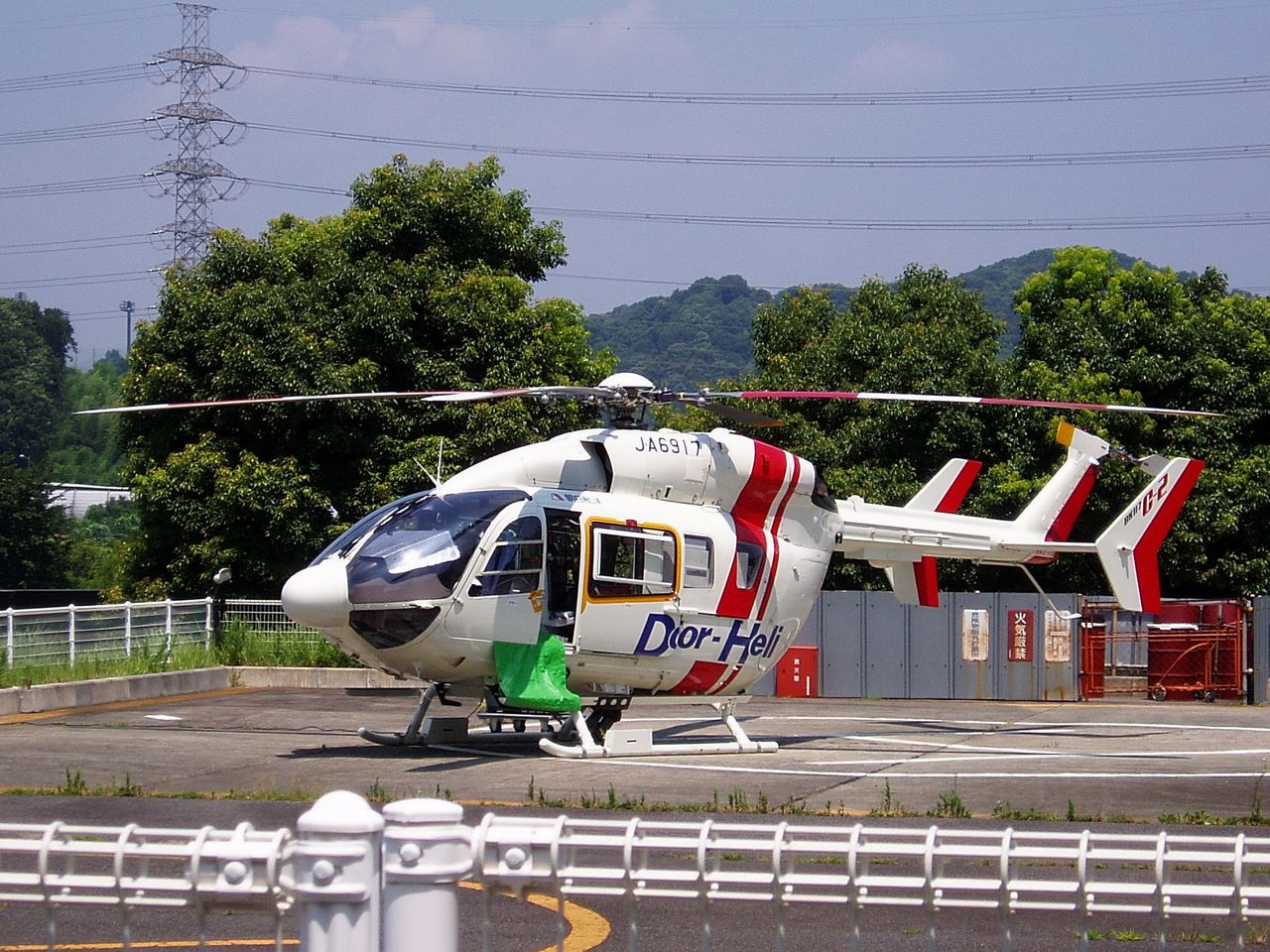
東海大学病院常駐のドクターヘリ

日本では1999年に初めてドクターヘリの試行的事業が行われた。
2001年4月、川崎医科大学附属病院（岡山県倉敷市）を基地病院として本格運用が始まり、徐々に全国へ拡大。2022年4月18日に香川県が運用を始め、全47都道府県で導入された（ただし国土全体をカバーするには至っていない）。日本航空医療学会によると、2010年代後半から2020年度にかけてでは年間2万5000件以上の出動をこなしている。総機数は56機で、認定NPO法人「救急ヘリ病院ネットワーク」は要請を躊躇しないために各都道府県が2機以上を配備することが望ましいとの見解を示しているが、実態としては 出動後のキャンセル、出動前キャンセル・重複要請による未出動が それぞれ要請の約10％も発生しており地域差も大きい事から、厚生労働省の検討会でも ドクターヘリの増機より、まずは効率的な運用の検討を優先すべきだとされている。
経済的条件や地形的・気象的条件、場外離着陸場の確保の制約などから、1990年代に至るまで、離島や僻地、船舶からの急患移送は行われていたものの、ドクターヘリなど機内や事故現場での治療はあまり行われてこなかった。しかし、1990年代から実験が行われ、その有効性が確かめられてからは、各地域での導入が進められている。
2007年、「救急医療用ヘリコプターを用いた救急医療の確保に関する特別措置法」（以下「ドクターヘリ法」）が制定された（平成19年6月27日法律第103号）。
```
ドクターヘリを用いた救急医療が傷病者の救命、
後遺症
の軽減等に果たす役割の重要性にかんがみ、ドクターヘリを用いた救急医療の全国的な確保を図るための特別の措置を講ずることにより、良質かつ適切な救急医療を効率的に提供する体制の確保に寄与し、もって国民の健康の保持及び安心して暮らすことのできる社会の実現に資することを目的としている。「救急医療用ヘリコプター」（ドクターヘリ）とは、救急医療に必要な機器を装備、医薬品を搭載し、救急医療に係る高度の医療を提供している病院の施設として、その敷地内その他の当該病院の医師が直ちに搭乗することのできる場所に配備されている航空機を指す。ドクターヘリを用いた救急医療の確保に関する施策は、医師がドクターヘリに搭乗して速やかに傷病者の現在する場所に行き、ドクターヘリに装備した機器や搭載した医薬品を用いて傷病者に対し当該場所又はドクターヘリの機内において必要な治療を行いつつ、傷病者を速やかに医療機関その他の場所に搬送することのできる態勢を、地域の実情を踏まえつつ全国的に整備することを目標とするものとする。
```

日本に先んじて導入されたドイツでは73機配備されており、国内どこにでも要請から15分以内に到着できる。ドクターヘリ導入後、交通事故での死亡が1⁄3に激減した。

上記のドイツに比べ、日本では2015年時点で41道府県51機の運用にとどまっていた。普及が進まない最大の問題は、総額で1か所あたり年間約2億1千万円かかる費用の負担（当初は国と自治体が半分ずつ）であり、地方自治体の財政事情で導入を躊躇しているところが多かったが、現在では国が最大9割まで負担するようになったため、自治体の負担は約2000万円となり徐々に普及が進んでいる。
また、基地病院内や病院間の横の連携、十分な数の医師の確保、乗員の養成システム、ヘリポートの不足、運用時間が日中に限られ、夜間離着陸ができないことや、着陸地点がまだ少ないなどといった、解決の待たれる課題が多い。ドクターヘリ事業者らは、「ドクターヘリが真に必要な地方ほどドクターヘリの導入が遅れている」とし、さらなる導入促進のために、運行経費を医療保険から補助するよう求める提言を行っている。これらに対して与党はドクターヘリ全国配備のため国会に新法案を議員立法で提出し2007年の通常国会にて可決、成立した。

### 費用
- 1回の出動で40万円ほどだが、遠方地までの飛行では概ね120万円程度かかる見込みである。

これに加えてドクターヘリ制度を維持する為の費用（機体レンタル費・整備点検費・人件費・燃料費・保険料など）で１年間に約２億円のコストが掛かるので、単純計算すると例え出動しなくても１日あたり約55万円の維持費が常に必要となる。
- なお、アメリカ合衆国では1回の出動で200万から500万円程かかるため、それに比較すれば割安である。

### 機体

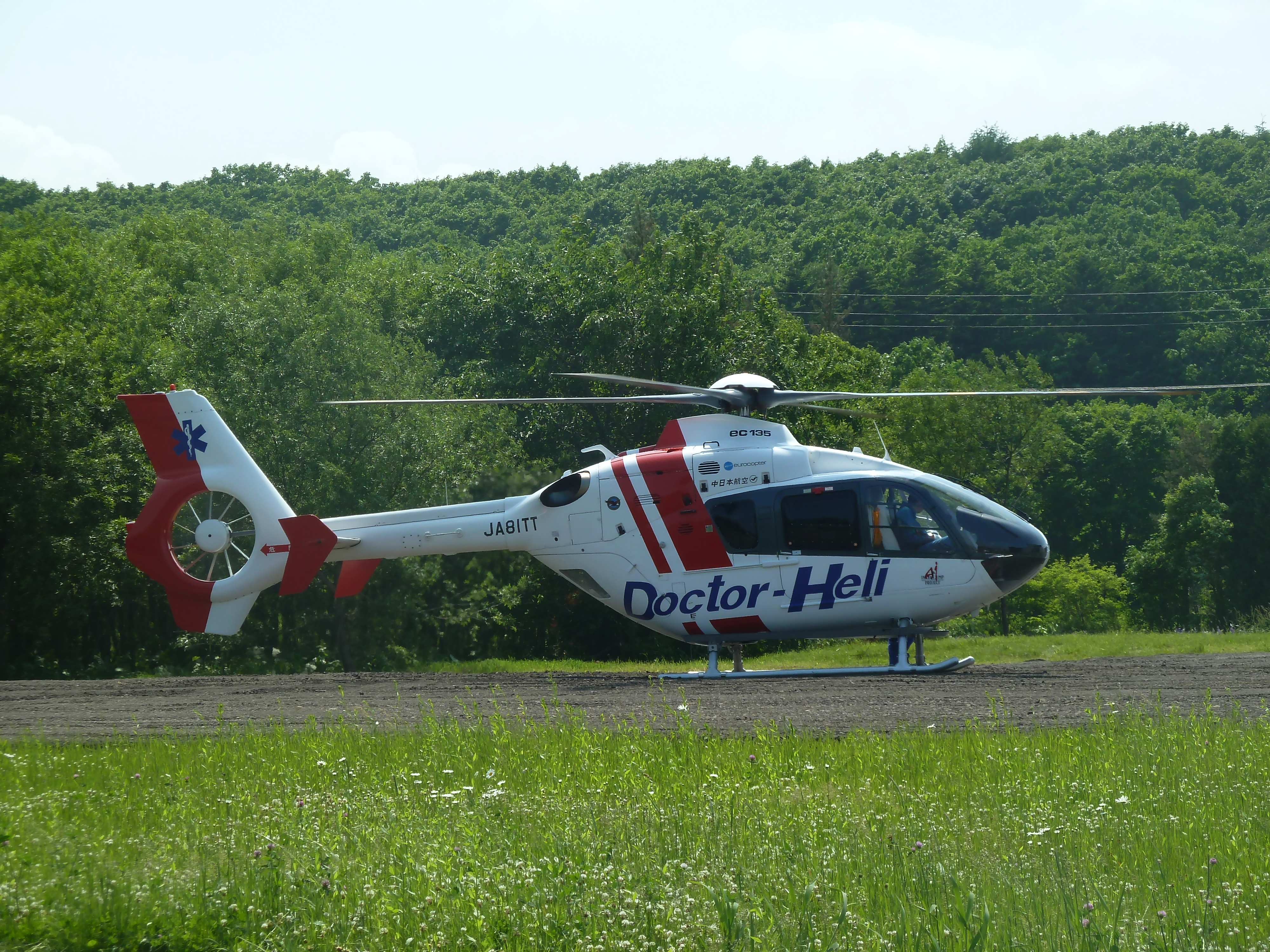
北海道の道東地方に配備されたドクターヘリ

#### 機種
代表的な機種は、MD902、EC135、BK117、ベル429、AW109SPグランドニューなど。

患者をストレッチャーに乗せたまま輸送することが求められるため、キャビン後部に観音開き式の搬入扉を持つ機体が多い（上記の機体でも、AW109SP以外全てがそうなっている）。
機体だけでなく、運航や保守点検など一連のシステムをパッケージとして販売するメーカーもある。

#### 装備
医療機器
- ストレッチャー[7]
- 患者モニター（心電図、血圧計、脈拍・血中酸素飽和度を測定するパルスオキシメーターなど）
- 体外式人工呼吸器
- 自動体外式除細動器（AED）
- 輸液ポンプ
- シリンジポンプ
- 携帯型超音波診断装置[8]

#### 運用
運航調整委員会
ドクターヘリ事業を円滑かつ効果的に実施するために関係機関との連絡調整を図るため、各都道府県が設置要綱を決め、それに基づいて運航調整委員会が設置されている。その委員会において関係者が話し合い、「ドクターヘリ運航要領」「ランデブーポイント一覧表」が決められる。ドクターヘリ法6条において、出動のための病院に対する傷病者の状態等の連絡に関する基準と出動に係る消防機関等と病院との連絡体制に関する基準について話しあうように決められている。
地域の実情に応じ、
1. 傷病者の医療機関その他の場所への搬送に関し、必要に応じて消防機関、海上保安庁その他の関係機関との連携及び協力が適切に図られること
2. へき地における救急医療の確保に寄与すること
3. 都道府県の区域を超えた連携及び協力の体制が整備されること

を留意して行われるものとする。
ランデブーポイント
救急隊とドクターヘリが合流する緊急離着陸場である。上記の運航調整委員会にて、学校グラウンドや駐車場などに事前に決められており、その一覧から運航管理担当者と消防機関が離着陸地点を決める。ドクターヘリが安全に着陸できるように、ドクターヘリ法7条で関係機関の協力が求められており、例えば砂が舞いやすい土地に離着陸する場合は消防隊が先回りして水をまいたり、一般市民を安全な場所に誘導したりサポートを行っている。ただし、緊急時には、消防機関や警察機関が着陸場所を確保したうえで、災害現場直近に降りることもある。消防機関が着陸場所を着陸可能な状態にしてから、患者の負担にならないよう救急車から少し離れた場所に着陸し、医師と看護師が救急車に向かい、救急車車内で初期治療を開始する。宮崎県では市街地での車両暴走事故の対応にあたるために警察の支援のもとJR宮崎駅前の交差点を封鎖してドクターヘリを着陸させた事例がある。
運航基地と出動基準
拠点となる基地病院の構内や病院の隣接地にヘリポートを設置 して、離陸可能な状態でヘリを常時待機させている。搬送協定を締結した市町村消防署や広域市町村圏消防本部、警察からの出動要請を、病院内の救命救急センター（救急救命センター）が受けると出動する。ちなみに搬送費用は無料であり、治療費のほかに往診料が請求される。
地元消防機関および警察、役場などその他のドクターヘリ要請機関は、
1. 119番通報を受けた時点
2. 出動要請を受けた救急隊員の判断
3. 救急患者発生現場のいずれの場合でもドクターヘリ出動の必要性が認められたときや、各地域地域における救急医療機関が、そこに収容した救急患者を高次の救急医療機関（救命救急センター等）に緊急搬送する必要があると判断した場合

に出動要請可能で、一般人が直接呼ぶことはできない。
ドクターヘリの必要性がある患者としては、
1. 生命の危険が切迫しているか、その可能性のある患者
2. 長時間搬送が予想される重症患者
3. 特殊救急疾患の患者（重症熱傷、多発外傷、四肢切断等）
4. 救急現場で緊急診断処置に医師を必要とする患者

などが挙げられる。
運用経費
自治体や厚生労働大臣から補助金を受け、医療機関がヘリコプターを運航する民間航空会社と運航契約を結び行われている。補助金は、厚生労働省と都道府県の折半か、都道府県単独で支出されている。しかしながら、補助金を超える運航経費に関しては、人件費や燃料費を支出する医療機関かヘリコプター運航会社の“持ち出し”負担となっている。そのため、2010年度から補助金が増額されている。国庫補助金の対象外となる機内の医療資器材や個人のフライトスーツなどの装備品・消耗品の購入費は医療機関の重い負担となっているが、一部医療機関においてはドクターヘリに企業広告を出し、その収入で負担を軽減しようという試みも行われている。ドクターヘリ事業の認知が進むにつれて、民間企業やNPO法人等からドクターヘリ事業を支援しようという流れができつつある。
運航時間
かつてはヘリコプターの多くが計器飛行に対応していなかったこともあり、夜間や視界不良時には飛行できなかった。現代ではユーロコプター EC 135など計器飛行に対応したドクターヘリが登場しているが、装備を追加すると価格が増加し、運行する事業者によるパイロットの追加訓練は自腹であるなど資金面の問題もあり、日没後に運航している医療機関はない。埼玉県では埼玉県防災航空隊の防災ヘリが計器飛行に対応しているため、医療機器を搭載し夜間時にドクターヘリ的運航を行っている。このような運用が出来ない地域では緊急性が非常に高い場合、自衛隊に災害派遣を要請することで補っている。

#### 特色がある運用

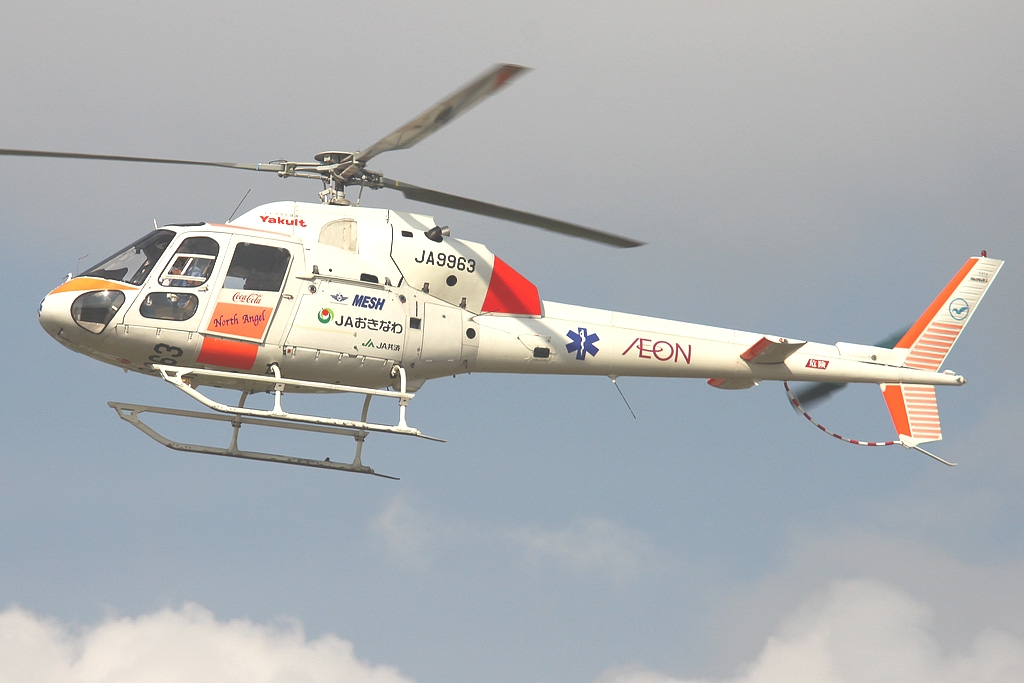
民間救急ヘリコプターMESH

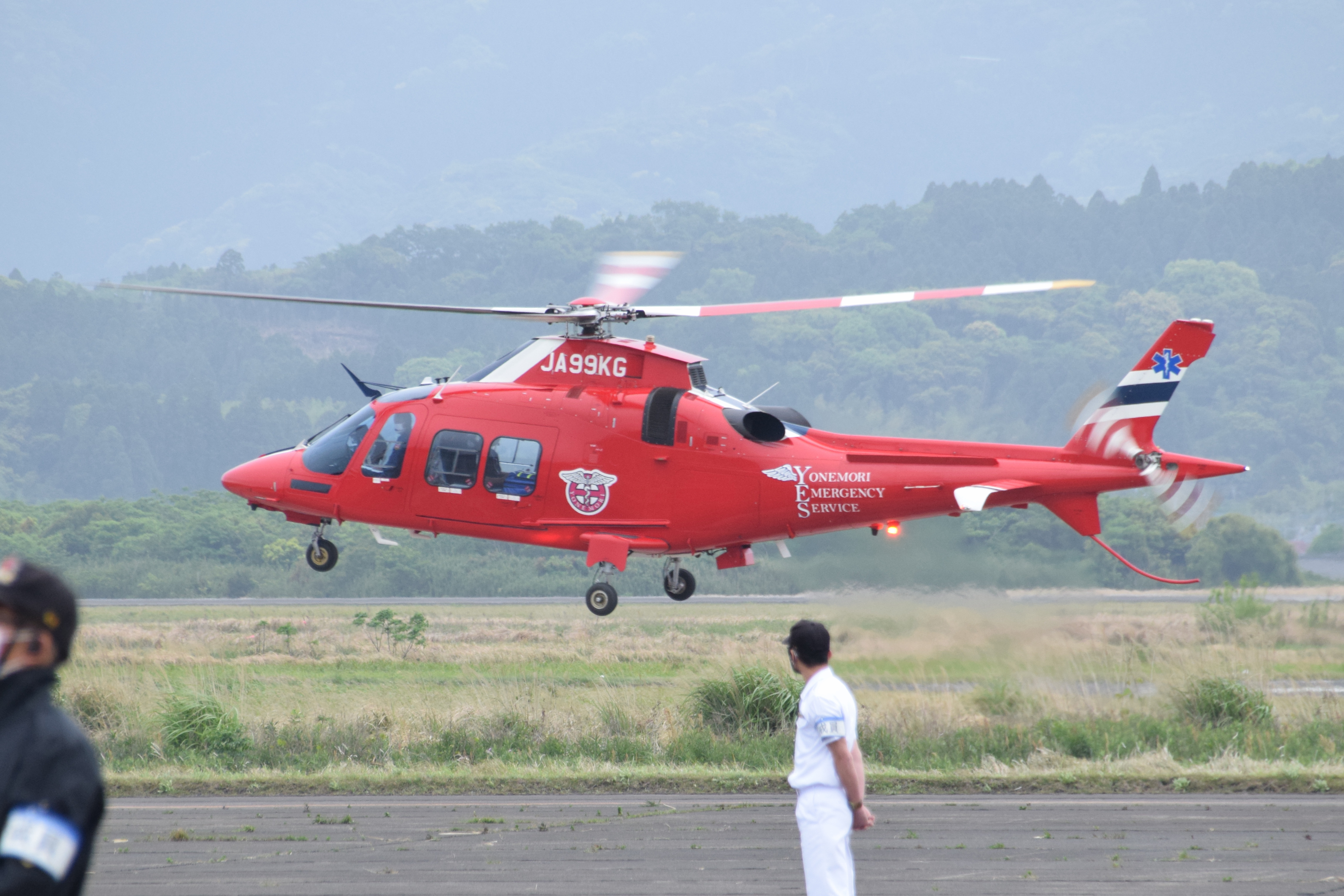
民間救急ヘリコプターレッドウィング

広域連携・運用
都道府県の枠にとらわれずにドクターヘリ事業を実施できるよう、複数の都道府県で協議することも可能である（ドクターヘリ法5条2項）。
実施地域
福岡県の久留米大学病院の事業では、佐賀県東部と大分県、山口県離島での共同運用が実施されている。
長崎県の国立病院機構長崎医療センターの事業では、佐賀県西部での共同運用が実施されている。
神奈川県の東海大学医学部付属病院の事業では、協定を結び山梨県の一部（富士吉田市、都留市、大月市、上野原市、道志村、西桂町、忍野村、山中湖村、鳴沢村、富士河口湖町、:小菅村、丹波山村、甲府市の一部（旧上九一色村地区））で実施されている。
沖縄県の浦添総合病院の事業では、協定を結び鹿児島県の薩南諸島の一部（徳之島、沖永良部島、与論島）まで出動している。
北関東3県（栃木県、茨城県、群馬県）のドクターヘリを相互に乗り入れ、救急医療体制の強化を図ることが模索されている。埼玉県も参加を検討している。2011年4月から開始予定。
埼玉県と群馬県は2015年3月25日から2016年3月31日までのドクターヘリの相互乗り入れの試行運用開始。重複要請と多数の傷病者事案の際に県域を超えて一部地域出動する。
東北地方
北東北3県（青森県、岩手県、秋田県）のドクターヘリが災害などで自県のヘリが出動できない場合、他県に出動要請できる。2016年からは東北地方6県で隣県との相互乗り入れ体制が整っている。
関西広域連合
2010年12月1日から近畿地方の府県が連携して関西広域連合が発足しているが、その広域行政の対象7事業の1つに「広域医療」という分野があり、今後ドクターヘリの配置・運航や救急医療連携計画の策定予定である。徳島県に広域医療局が設置されている。2011年度から、兵庫県・京都府・鳥取県が共同運航していた公立豊岡病院但馬救命救急センターのドクターヘリ事業が関西広域連合に移管されている。これは全国初の試みである。
なお、構成団体である自治体で積極的に広域連携が図られている。
兵庫県では公立豊岡病院但馬救命救急センター「3府県ドクターヘリ」が兵庫県北部・京都府北部・鳥取県をカバーし、県立加古川医療センターの「兵庫県ドクターヘリ」が兵庫県の播磨と丹波南部をカバーしている。
大阪府のドクターヘリ事業は、奈良県と滋賀県（2011年運用開始）で共同運用が実施されている。現在は大阪府ドクターヘリは滋賀県・京都府南部・和歌山県と奈良県の一部をカバーする。
和歌山県のドクターヘリ事業は、三重県と奈良県で共同運用が実施されている。現在は和歌山県ドクターヘリは三重県・大阪府・奈良県・徳島県の一部をカバーする。
大阪府・和歌山県のドクターヘリ事業と徳島県の防災ヘリのドクターヘリ的運航事業が相互乗り入れの共同運用が実施されている。
また徳島県ドクターヘリは兵庫県淡路島と和歌山県と高知県の一部を、滋賀県と京都府が共同運行する「京滋ドクターヘリ」（基地病院は済生会滋賀県病院）は滋賀県全域と京都府南部、福井県嶺南（福井県は2018年9月29日に運用を開始）をカバーしている。
富山県・岐阜県北部
富山県は2015年8月24日に富山県立中央病院を基地としてドクターヘリの運行を開始したが、それに先立ち岐阜県とドクターヘリの富山県と岐阜県飛騨地区北部との共同広域運行について2015年7月10日協定を締結し、同日より連携運行も始まった。岐阜県側の運用地区は高山市、飛騨市、白川村の2市1村となる。
これまで岐阜県では2011年2月9日から岐阜大学医学部附属病院を基地として、岐阜県ドクターヘリ事業を開始している。南北の距離がある岐阜県では、飛騨地区北部は運行範囲の目安とされる約70km（15分）圏外で時間が掛かること、山間部が多いこと、要請が重なると出動出来ないことがあった。一方で、隣接する富山県側から上記地区へはほぼ70km圏内となることから協定締結となった。なお岐阜県側の利用経費については利用実績に合わせ岐阜県側が負担する。
課題として両県境には飛騨山脈があり、冬場や梅雨時には天候不順により出動出来ない場合があるが、専門家に相談し工夫の余地を探りたいとしている。
民間救急ヘリ
1999年4月から浜松救急医学会が日本で初めて民間救急ヘリ運用を行い、それ以前に岡山県川崎医大病院も実験運航を行うが短期間で終了している。浦添総合病院もかつて民間救急ヘリ事業を行っていたが県のドクターヘリが配備されたために県ドクターヘリ事業に移行。
現在運航されている都道府県は、沖縄県と福岡県、鹿児島県の3医療機関および東京都の社団法人である。
ホワイトバード
目的：離島やへき地など医療過疎地の救急医療態勢に貢献する
事業主体：医療法人財団池友会（福岡）、福岡和白病院、福岡新水巻病院、新小文字病院、新行橋病院
事故：2025年4月6日、医療法人財団池友会の運航するホワイトバードが長崎県対馬東方沖で消息を絶ち、その後の捜索で海上に横転し不時着しているところを海上保安庁によって発見された。ヘリコプターが常駐する福岡和白病院によると、13時半ごろに対馬空港を出発し14時15分に福岡和白病院に到着する予定だったものの、13時43分に連絡が途絶えた。このヘリコプターには患者（80代女性）、付き添いの家族（60代男性）、ドクター（30代男性）、看護師（20代女性）、パイロット（60代男性）、整備士（60代男性）の6人が搭乗していた。
MESH
支援組織:MESHサポート　　県からの補助金が停止されたため資金不足になり無期限運航停止中

北部地区医師会病院（沖縄県名護市）
一般社団法人 防災医療航空支援の会（AMSAD）
東京ヘリポートを本拠地として、一般の民間ヘリを使って活動している
医師、看護師などの医療スタッフを災害現場へ搬送、状況に応じて被災者を搬送する活動を行っている

レッドウイング
社会医療法人緑泉会 米盛病院（鹿児島市）
民間の米盛病院が運航する医療用ヘリ。鹿児島県と社会医療法人緑泉会が全国初となるドクターヘリの補完協定「鹿児島県ドクターヘリ補完ヘリの救急患者搬送に関する協定」を締結し鹿児島県ドクターヘリが重複要請や多数傷病者事案等の際に米盛病院の民間救急医療ヘリ「レッドウィング」が、消防要請により正式なドクターヘリとして出動し補完している。
U-PITS（廃止済み）
2005年から浦添総合病院（沖縄県浦添市）が民間救急ヘリのU-PITSを運用していたが2008年から沖縄県ドクターヘリ事業に移行。
特定非営利活動法人オールラウンドヘリコプター ARH（無期限休止中）
宮城県気仙沼市を中心に活動する民間医療用多目的ヘリコプター。基本的には同乗するのは救急救命士だが、医師の同乗もある。資金不足により2015年11月18日から期限を定めず無期運休を決定。
消防・防災ヘリのドクターヘリ的運航
自治体によっては、消防防災ヘリコプターをドクターヘリ的運航させている場合もある。救急業務を担う防災ヘリにドクターヘリと同等の救急医療装備（EMS装備）を搭載し、基地より提携病院に飛び、医師をピックアップ後ランデブーポイントに向かう。
現在、ほとんどの都道府県で運用されており、また、北海道札幌市、宮城県仙台市、岡山市、広島市、福岡県北九州市などの政令指定都市でも運用されている。
埼玉県の事例
埼玉県では、秩父地方などの山間地などが第三次救急医療機関から遠く、また道路事情が悪く、救急車が長時間かけて患者を搬送していた。2005年（平成17年）8月1日から埼玉県防災航空隊の防災ヘリで救急医療を実施してきたが、出動要請を受けた埼玉医科大学総合医療センター（川越市）の医療スタッフが、川島町の県防災航空センターに待機する防災ヘリに搭乗し離陸するまでに約25分を要することや、大型のヘリのための着陸地点が限られるなどの理由で、これまでの出動件数はわずかに37件であった。これにより、2007年（平成19年）10月26日に、ドクターヘリ導入に踏み切った。
しかしながら、ドクターヘリ専用機は太陽が出ている日中時間しか運航することができず、夜間は旧来通り救急車で搬送することもあった。再度、埼玉県は防災ヘリの活用決め、埼玉医科大学国際医療センターと連携し、専用機が出動できない早朝・夜間にドクターヘリ的運航をすることにした。これによって、日中時間しか運航できない専用機と運航基地からピックアップに時間のかかる防災ヘリのドクターヘリ的運航の欠点を相殺することができ、県内全域で終日、運用可能となった。
しかし、防災ヘリの墜落事故のため、埼玉県は、2010年7月から当分の間は夜間ドクターヘリ体制を中止することを表明した。2011年1月に日中の防災ヘリによるドクターヘリ的運行に関しては再開された。
さらに、2015年度から秩父での山岳救助事案では救命率向上のために原則、ドクターヘリとのランデブーを行うこととなった。これは山岳救助事案の際はドクターヘリと防災ヘリのドッキングを行い、早期に埼玉医科大学総合医療センター（川越市）のドクターとナースが要救助者に接触して救命処置を行いながら搬送を行うものである。

### 歴史
ヘリコプターを所持する機関や団体が増え、医療機器の小型化（除細動器（デフブリレーター）、高速道路わきの発着専用場所（学校の校庭など含め）の増設により、事故によるが病院へ運ぶより医師が駆けつけた方が早いという要望に沿うことができるようになった。特に医療器の除細動器はさらに小型化されAEDとなって身近に設置、一般人が心臓発作で倒れた急病人を救う事がある。後述の1995年の阪神・淡路大震災では多くの道路が破壊され、使える道路に自家用車が殺到して大規模な交通渋滞を引き起こし、ドクターカー等の使用が困難だったため、ドクターヘリが大きく活躍することとなった。
- 1987年10月
  - 日本交通科学協議会（現・日本交通科学学会）「航空機による救護システム研究委員会」が消防庁や岡山県医師会や広島県・香川県とともに[24]、「救急医療システムにヘリコプターを導入する実用化研究」を1ヶ月間実施。岡山県川崎医科大学救命救急センターを基地として33件の救急搬送を実施[24]。
- 1990年9月
  - 日本損害保険協会が日本交通科学協議会に委託し北海道警察本部・札幌医科大学らとともに「交通事故現場への救急医療ヘリコプターの実用化研究」を1か月間実施、札幌医大附属病院を基地に北海道庁所有の防災ヘリコプターを用い2人の医師を乗務させ期間中出動6件・救急搬送4件を実施[25]。
- 1992年3月17日
  - 北海道千歳市の高速道路で発生した大規模多重事故（関係車両186台による多重事故）において、北海道警察のヘリコプターに医師が同乗し高速道上から負傷者を搬送する。
- 1995年1月17日
  - 兵庫県南部地震が発生。それに伴う阪神・淡路大震災がドクターヘリ誕生のきっかけになる。
- 1998年9月1日
  - 静岡県防災ヘリ「オレンジアロー号」が、静岡県の浜松市国民健康保険佐久間病院（佐久間高校グラウンド離陸）からの要請で、大動脈解離の救急患者を浜松医科大学（野球場着陸）まで搬送する。当時、佐久間病院に勤務していた医師が同乗する。その後、ドクターヘリ試行まで静岡県防災ヘリが県内で救急患者搬送に使用されるきっかけとなる。
- 1999年
  - 4月 - 静岡県西部で浜松救急医学会の研究事業としてドクターヘリ（聖隷三方原病院在駐）の試験試用が開始される[26]。国民健康保険佐久間病院と聖隷三方原病院間での使用経験により山間僻地の救急患者搬送に有効であることが証明される[27]。厚生省（当時）によるドクターヘリ事業の施行前に、一地方都市の研究会が、先駆けてドクターヘリを試行した。
  - 7月21日 - 内閣官房が「ドクターヘリ調査検討委員会」を設置。座長は小濱啓次（川崎医大救急医学教授）。5回にわたる委員会を経て、2000年6月9日に「ドクターヘリ調査検討委員会報告書」を提出[28][注釈 2]。
- 1999年10月〜2000年3月 - 厚生省の事業として、川崎医科大学附属病院（岡山県）と神奈川県の東海大学医学部付属病院（神奈川県）の2か所で「ドクターヘリ試行的事業」を実施。
- 2001年
  - 4月1日 - 川崎医科大学附属病院で岡山県ドクターヘリ事業開始。
  - 10月1日 - 日本医科大学千葉北総病院にて、千葉県ドクターヘリ事業開始。
  - 10月 - 聖隷三方原病院にて、静岡県ドクターヘリ事業開始（主に静岡県西部向け）。
  - 12月22日 - 特定非営利活動法人 救急ヘリ病院ネットワーク（HEM-NET）設立。理事長は浜松市出身の元警察庁長官の國松孝次。ヘリコプターによる救急医療システムの普及促進を目的として活動をしており、ドクターヘリに関わる各種事業のための基金や助成金を支出している。
- 2002年
  - 1月 - 愛知医科大学病院にて、愛知県ドクターヘリ事業開始。
  - 2月1日 - 久留米大学病院にて、福岡県ドクターヘリ事業開始。
  - 7月 - 東海大学医学部付属病院にて、神奈川県ドクターヘリ事業開始。
- 2003年
  - 1月 - 和歌山県立医科大学附属病院にて、和歌山県ドクターヘリ事業開始。
- 2004年
  - 3月15日 - 順天堂大学医学部附属静岡病院にて、静岡県ドクターヘリ事業開始。主に県東部向け。静岡県として2機目。
  - 10月23日 - 新潟県中越地震が発生。
- 2005年
  - 4月 - 厚生労働省によって、大規模災害や事故に出動する災害派遣医療チーム（DMAT）が正式に発足。
  - 4月 - 手稲渓仁会病院にて、北海道ドクターヘリ事業開始（主に道央向け）。全国で9番目。
  - 7月 - 佐久総合病院にて、長野県ドクターヘリ事業開始（現在は佐久医療センターから離発着）。
  - 7月 - 浦添総合病院にて、民間救急ヘリ事業開始。
- 2006年
  - 12月 - 国立病院機構長崎医療センターにて、長崎県ドクターヘリ事業開始。
- 2007年
  - 6月27日 - 救急医療用ヘリコプターを用いた救急医療の確保に関する特別措置法（ドクターヘリ法）が公布。
  - 7月16日 - 新潟県中越沖地震が発生。
  - 10月26日 - 埼玉医科大学総合医療センターにて、埼玉県ドクターヘリ事業開始。
- 2008年
  - 1月17日 - 大阪大学医学部附属病院にて、大阪府ドクターヘリ事業開始。
  - 1月28日 - 福島県立医科大学附属病院にて、福島県ドクターヘリ事業開始。
  - 6月14日 - 岩手・宮城内陸地震が発生。
- 2009年
  - 1月 - 浦添総合病院にて行われていた民間救急ヘリを正式に沖縄県ドクターヘリ事業として開始。
  - 1月19日 - 君津中央病院にて、千葉県ドクターヘリ事業開始（千葉県においては2機目）。
  - 2月17日 - 前橋赤十字病院にて、群馬県ドクターヘリ事業開始。
  - 3月25日 - 八戸市立市民病院にて、青森県ドクターヘリ事業開始。
  - 7月28日 - 埼玉医科大学国際医療センターを拠点に、埼玉県防災ヘリのドクターヘリ的運航を再開。専用機と併用し24時間患者搬送体制確立。
  - 10月5日 - 市立釧路総合病院と釧路孝仁会記念病院にて、北海道ドクターヘリ事業開始（主に道東向け）。北海道において2機目。
  - 10月12日 - 旭川赤十字病院にて、北海道ドクターヘリ事業開始（主に道北向け）。北海道において3機目。
- 2010年
  - 1月20日 - 獨協医科大学病院にて、栃木県ドクターヘリ事業開始。
  - 4月14日 - 鳥取大学医学部附属病院を拠点に、鳥取県防災ヘリのドクターヘリ的運航を開始。
  - 4月17日 - 公立豊岡病院にて、兵庫県・京都府・鳥取県共同でドクターヘリ事業開始。
  - 7月1日 - 国立病院機構水戸医療センターと水戸済生会総合病院にて、茨城県ドクターヘリ事業開始。曜日によって拠点が変わる。
- 2011年
  - 1月21日：山口大学医学部附属病院にて、山口県ドクターヘリ事業開始。
  - 2月9日：岐阜大学医学部附属病院にて、岐阜県ドクターヘリ事業開始。
  - 3月11日：東北地方太平洋沖地震発生。それに伴う東日本大震災のため、全国のDMATとドクターヘリが花巻空港（岩手県花巻市）や霞目駐屯地（宮城県仙台市）等を広域拠点にし災害医療活動に従事。また、津波被害によって福島第一原子力発電所事故も発生し、その復旧に関わっていた作業員をドクターヘリが搬送した。
  - 石巻市民病院（宮城県石巻市）の患者救出作戦においてはドクターヘリのみによる患者搬送が行われた。
  - 3月16日：高知医療センターにて、高知県ドクターヘリ事業開始。
  - 4月1日：兵庫県・京都府・鳥取県で共同運航されていた公立豊岡病院ドクターヘリ事業が関西広域連合に移管。
  - 4月27日：大阪大学医学部附属病院における大阪府ドクターヘリ事業に、滋賀県が共同利用開始。
  - 6月1日：青森県立中央病院にて、青森県ドクターヘリ事業が正式に開始され、それまで暫定運用されていた八戸市立市民病院との共同運航が分担形式で開始される。
  - 6月13日：島根県立中央病院にて、島根県ドクターヘリ事業開始。
  - 10月1日：信州大学医学部附属病院にて、長野県2機目のドクターヘリ事業開始[30]。
  - 12月26日：鹿児島市立病院にて、鹿児島県のドクターヘリ事業開始。
- 2012年
  - 1月16日：熊本赤十字病院にて、熊本県のドクターヘリ事業開始[31][32]。
  - 1月23日：秋田赤十字病院にて、秋田県のドクターヘリ事業開始。
  - 2月1日：三重大学医学部附属病院、伊勢赤十字病院にて、三重県のドクターヘリ事業開始[33]。
  - 4月1日：宮崎大学医学部附属病院にて、宮崎県のドクターヘリ事業開始。
  - 4月1日：山梨県立中央病院にて、山梨県のドクターヘリ事業開始[34]。
  - 5月8日：岩手医科大学附属病院にて、岩手県ドクターヘリ事業開始。
  - 10月1日：青森県2機目のドクターヘリ事業開始。基地病院は青森県立中央病院・八戸市立市民病院で2機相互協力運航に[35][36]
  - 10月1日：大分大学医学部附属病院にて、大分県ドクターヘリ事業開始。
  - 10月9日：徳島県立中央病院にて徳島県ドクターヘリ事業開始[37]。
  - 10月30日：新潟大学医歯学総合病院にて、新潟県のドクターヘリ事業開始[38][39]
  - 11月15日：山形県立中央病院にて山形県ドクターヘリ事業開始[40]。
- 2013年
  - 5月1日：広島大学病院にて広島ドクターヘリ事業開始。
  - 11月30日：兵庫県立加古川医療センターを基地病院、製鉄記念広畑病院を準基地病院として兵庫県南部ドクターヘリ事業開始。
- 2014年
  - 1月17日：佐賀大学医学部附属病院、佐賀県医療センター好生館にて佐賀県ドクターヘリ事業開始。
- 2015年
  - 2月16日：市立函館病院にて、4機目の北海道ドクターヘリ事業開始（担当は道南地方）。
  - 4月28日：済生会滋賀県病院にて、滋賀県ドクターヘリ事業開始（京都府南部も運行範囲）。
  - 8月24日：富山県立中央病院にて、富山県ドクターヘリ事業開始。
- 2016年
  - 8月8日：神奈川県秦野市でドクターヘリが着陸に失敗して大破する事故。負傷者なし[41]。
  - 10月28日：東北大学病院、仙台医療センターにて、宮城県ドクターヘリ事業開始。
  - 12月27日：県立大島病院にて、鹿児島県2機目のドクターヘリ事業開始。
- 2017年
  - 2月1日：愛媛大学医学部附属病院、愛媛県立中央病院にて、愛媛県ドクターヘリ事業開始。
  - 3月21日：奈良県立医科大学附属病院、南奈良総合医療センターにて、奈良県ドクターヘリ事業開始。
  - 3月29日：長岡赤十字病院にて、新潟県2機目のドクターヘリ事業開始。
- 2018年
  - 3月26日：鳥取大学医学部附属病院 にて、鳥取県ドクターヘリ事業開始。
  - 9月24日：石川県立中央病院にて、石川県ドクターヘリ事業開始。[42][43][44]。
- 2019年
  - 6月14日：静岡県内でのドクターヘリ出動回数が運航開始から累計2万回を突破し都道府県単位で累計出動回数が2万回を超えたのは全国初。[45]
- 2021年
  - 5月24日：福井県立病院にて、福井県ドクターヘリ事業（単独運航）開始。
- 2022年
  - 3月31日：東京都が多摩航空センターを拠点に運用開始。基地病院は杏林大学医学部付属病院。[46]
  - 4月18日：香川県が、香川大学医学部附属病院と香川県立中央病院を拠点に運用開始（全47都道府県で導入完了）[1]。
- 2024年
  - 1月5日：令和6年能登半島地震の発生による石川県からのドクターヘリ派遣の要請を受け、正式運航に先立ち、藤田医科大学病院ドクターヘリが石川県の被災地に派遣された。しかし正式運航前であったため、医師や物資の搬送活動に限られた。同様に愛知医科大学病院ドクターヘリも石川県へ派遣された。
  - 2月1日：藤田医科大学病院を拠点に、愛知県で2機目となるドクターヘリが運用開始。機体はBK117の予定であったが、中日本航空がその機体を所有していないために一時的にBell429が就航している。

### 活躍と問題
高速道路上の事故負傷者の搬送
今まで、高速道路上で起きた事故に対してのドクターヘリの出動は、愛知県と静岡県内の東名高速道路で発生した2件の多重衝突事故において、旧日本道路公団が道路上の着陸を拒否して救急救命活動が遅れた騒動等で、ヘリの着陸にいわゆる行政の壁が浮き上がっていた。2005年10月、日本道路公団が民営化され「行政の壁」が取り除かれたことにより、以降建設している高速道路等でドクターヘリの着陸訓練を活発化させている。西日本高速道路は、2006年10月から九州自動車道の太宰府インターチェンジから久留米インターチェンジ間で、ドクターヘリを使用した高速道路上での救命・救急活動を実施している。なお、2007年6月28日に九州自動車道本線上に着陸し、救急活動を実施したことについて、マスコミが全国初のドクターヘリの高速道路本線上への着陸と報道したが、既に2005年6月18日に静岡県のドクターヘリが東名高速道路本線上に着陸し、救急活動を実施している。
幼い命を救ったドクターヘリ
2008年（平成20年）1月2日、愛知県東部の町で当時3歳の男児が誤って池に転落し、息子がいないことに気付いた父親が救出した時には既に心肺停止状態だったという事故が発生した。男児の伯母が救急車を呼び、それまでの間、家族は消防本部からの指示で心肺蘇生を施していた。やがて救急車が到着し、深刻な症状に陥っていることを察した救急隊員が消防本部に対してドクターヘリの出動を要請したが、愛知県内のドクターヘリは別の患者の発生により出動しており要請できなかったため、消防本部が静岡県の聖隷三方原病院にドクターヘリの出動を要請した。男児は救急車に乗せられて、ドクターヘリとの合流地点であるランデブーポイントからドクターヘリに収容された後、静岡市の静岡県立こども病院へ搬送され、一命を取り留めた。大抵は管轄内への派遣で基地病院への搬送のケースが多いが、これは「他県」に派遣して「基地病院ではない病院」に搬送して、命のバトンの受け渡しに成功し人命を救った貴重なケースである。
大規模災害・事件
事前に予測されていない短時間で大量の負傷者が発生する大規模災害や事件において、あらかじめ指定されている医療機関から医師や看護師、事務職員などで混成される災害医療チームDMATが出動しトリアージや災害医療を行うことになるが、その際ドクターヘリもDMATの装備として使用することもある。
東日本大震災
2011年3月11日に発生した東日本大震災では、全国からDMATとドクターヘリが花巻空港に設けられた広域拠点に集まり、そこを拠点にして3か月間にわたって広大な被災地より患者搬送を行った。福島県ドクターヘリは岩手・宮城内陸地震に福島DMATとして出動した。津波や地震によって幹線道路が寸断されていた被災地にあっては、空から機動に患者搬送できる手段として活躍した。しかしながら、警察や消防ヘリとは違い、公的な補助金を得ながらも民間航空会社が運航受託している事業であるため、現場では臨機応変な対応がされたものの、経由地である飛行場での燃料補給が優先されない、燃料費は誰が負担するべきなのか等の今後議論しなければならない課題が浮き彫りになった。
鳥類との衝突
2009年（平成21年）3月18日、静岡県浜松市の遊園地「浜名湖パルパル」駐車場にドクターヘリが緊急着陸するという事態が発生した。副操縦席側の風防（アクリル製）が直径約30cm破損したが、乗員5人（機長、整備士2人、医師・看護師各1人）に負傷者はなかった。ヘリは中日本航空所有で、聖隷三方原病院のヘリポートを飛び立って、市内の90歳代の男性を搬送するために現地へ向かう途中だった。副操縦席にいた整備士の話では、風防を突き破った鳥は体長約40cmのノスリだったという。なお、男性は救急車で病院に搬送された。中日本航空では「ヘリと鳥が衝突して風防に穴が開き、緊急着陸するのは国内初ではないか?」とコメントしている。

### 運航受託会社
救急医療専用ヘリコプター、操縦士、整備士および運航管理者等を運航会社との委託契約により配備される。運航を受託する会社は、トラブルや整備時のために代替機を確保するように努めなければならない。
朝日航洋が関東を中心に9機、中日本航空が北海道、東北地方、中部地方などで11機、西日本空輸が九州を中心に7機（高知県は共同受託）、学校法人ヒラタ学園 航空事業本部が関西広域連合の自治体を中心に9機（山梨県は共同受託）を運航しているほか、鹿児島国際航空が鹿児島市立病院、県立大島病院、道南ドクターヘリ、米盛病院の4機を専属運行している。他に新潟県・富山県を共同運航。本田航空、静岡エアコミュータ、セントラルヘリコプターサービス、四国航空、ジャネット、東邦航空がそれぞれ運航を受託している。

### 運航する医療機関
地域別事情は、

#### 専用機運航
2022年7月1日時点、47都道府全てで専用機を運用している。（京都府は関西広域連合により運用）
総数は56機。北海道は4機、青森県、千葉県、静岡県、長野県、兵庫県、新潟県、鹿児島県では2機が運航されている。
| 都道府県     | 事業名 （補助主体）                 | 基地病院                                                                    | 運航開始       | 運航受託                       | 運航機種           | 備考 |
| ------------ | ----------------------------------- | --------------------------------------------------------------------------- | -------------- | ------------------------------ | ------------------ | --- |
| 北海道       | 道央ドクターヘリ （北海道）         | 手稲渓仁会病院（札幌市手稲区）                                              | 2005年4月      | 中日本航空                     | EC135              | |
| 北海道       | 道北ドクターヘリ （北海道）         | 旭川赤十字病院（旭川市）                                                    | 2009年10月     | 朝日航洋                       | BK117C-2           | |
| 北海道       | 道東ドクターヘリ （北海道）         | 市立釧路総合病院（釧路市）                                                  | 2009年10月     | 中日本航空                     | EC135              | 基幹連携病院：釧路孝仁会記念病院（釧路市） |
| 北海道       | 道南ドクターヘリ （北海道）         | 市立函館病院（函館市）                                                      | 2015年2月      | 鹿児島国際航空                 | AW109 SP           | |
| 東北         | 青森県                              | 青森県立中央病院（青森市）                                                  | 2012年10月     | 中日本航空                     | EC135              | 青森県は2機相互協力運航 2012年10月までは八戸と輪番で配備 青森、岩手、秋田で大規模災害や重複時に相互運航                                                                                             |
| 東北         | 青森県                              | 八戸市立市民病院（八戸市）                                                  | 2009年3月      | 中日本航空                     | EC135              | 青森県は2機相互協力運航 2011年4月から2012年10月までは青森と輪番で配備 青森、岩手、秋田で大規模災害や重複時に相互運航                                                                                |
| 東北         | 秋田県                              | 秋田赤十字病院（秋田市）                                                    | 2012年1月      | 朝日航洋                       | BK117C-2           | 青森、岩手、秋田県で大規模災害や重複時に相互運航 |
| 東北         | 岩手県                              | 岩手医科大学附属病院（盛岡市）                                              | 2012年5月      | 中日本航空                     | EC135              | 青森、岩手、秋田、宮城県で大規模災害や重複時に相互運航 |
| 東北         | 山形県                              | 山形県立中央病院（山形市）                                                  | 2012年11月     | 東北エアサービス               | BK117C-2           | 福島県、宮城県、新潟県との広域連携 |
| 東北         | 宮城県                              | 国立病院機構仙台医療センター（仙台市宮城野区） 東北大学病院（仙台市青葉区） | 2016年10月28日 | 東北エアサービス               | BK117C-2           | 岩手県、山形県、福島県との広域連携 基地病院は輪番制 格納庫、給油設備は仙台医療センターの地上ヘリポートに設置されている。                                                                            |
| 東北         | 福島県                              | 福島県立医科大学附属病院（福島市）                                          | 2008年1月      | 中日本航空                     | EC135              | 茨城県と広域連携、新潟県と山形県、宮城県との広域連携 |
| 関東地方     | 茨城県                              | 国立病院機構水戸医療センター（茨城町） 水戸済生会総合病院（水戸市）         | 2010年7月      | 朝日航洋                       | BK117              | 基地病院は輪番制 日〜火が国立病院機構水戸医療センター 水〜土が水戸済生会総合病院 群馬県及び栃木県ドクターヘリの広域連携、福島県、千葉県のそれぞれと広域連携                                         |
| 関東地方     | 栃木県                              | 獨協医科大学病院（壬生町）                                                  | 2010年1月      | 本田航空                       | EC135              | 茨城県、群馬県および栃木県ドクターヘリの広域連携 |
| 関東地方     | 群馬県                              | 前橋赤十字病院（前橋市）                                                    | 2009年2月      | 朝日航洋                       | BK117              | 茨城県、栃木県ドクターヘリの広域連携 重複・多数傷病者時に埼玉県及び新潟県ドクターヘリと相互運航 ドクターヘリ運用後、防災ヘリの急患搬送件数が4割減（平成21年度）                                     |
| 関東地方     | 埼玉県                              | 埼玉医科大学総合医療センター（川越市）                                      | 2007年10月     | 朝日航洋                       | MD902              | 重複・多数傷病者時に群馬県および新潟県ドクターヘリと相互運航 ドクターヘリ（日中）と消防防災ヘリ（早朝・夜間）による埼玉県独自24時間運航体制（埼玉県防災航空隊と埼玉医科大学国際医療センターの協力） |
| 関東地方     | 千葉県 北総ドクターヘリ （千葉県）  | 日本医科大学千葉北総病院（印西市）                                          | 2001年10月     | 朝日航洋                       | MD902              | 茨城県南部も対応 新潟県中越沖地震 岩手・宮城内陸地震 に千葉DMATとして出動 |
| 関東地方     | 千葉県 君津ドクターヘリ （千葉県）  | 君津中央病院（木更津市）                                                    | 2009年1月      | 朝日航洋                       | MD902              | |
| 関東地方     | 神奈川県                            | 東海大学医学部付属病院（伊勢原市）                                          | 2002年7月      | 朝日航洋                       | BK117              | 山梨県と一部地域で相互出動協定 |
| 関東地方     | 東京都                              | 杏林大学医学部付属病院（三鷹市）                                            | 2022年3月31日  | ヒラタ学園                     | BK117              | |
| 中部地方     | 山梨県                              | 山梨県立中央病院（甲府市）                                                  | 2012年4月      | ジャネット 本田航空 ヒラタ学園 | EC135P2+           | 神奈川県と一部地域で相互出動協定 |
| 中部地方     | 信州ドクターヘリ佐久 （長野県）     | 佐久医療センター（佐久市）                                                  | 2005年7月      | 中日本航空                     | EC135              | 佐久総合病院の再編により基地病院を佐久医療センターへ移行 |
| 中部地方     | 信州ドクターヘリ松本 （長野県）     | 信州大学医学部附属病院（松本市）                                            | 2011年10月     | 中日本航空                     | EC135              | |
| 中部地方     | 新潟県                              | 新潟大学医歯学総合病院（新潟市）                                            | 2012年10月     | 東邦航空                       | BK117C-2（JA173A） | 群馬県および埼玉県ドクターヘリと広域連携、福島県と山形県との広域連携 2023年3月20日から東邦航空に変更                                                                                                |
| 中部地方     | 新潟県                              | 長岡赤十字病院（長岡市）                                                    | 2017年3月      | つくば航空 静岡エアコミュータ  | AW109SP (JA70RC)   | 群馬県および埼玉県と広域連携予定 |
| 中部地方     | 富山県                              | 富山県立中央病院（富山市）                                                  | 2015年8月      | 東邦航空                       | AW109SP            | 岐阜県の一部地域（飛騨地区北部）と広域連携し、岐阜県と共同運航を実施 2021年4月に委託先を静岡エアコミュータと鹿児島国際航空から変更                                                                  |
| 中部地方     | 石川県                              | 石川県立中央病院（金沢市）                                                  | 2018年9月      | 中日本航空                     | ベル429            | |
| 中部地方     | 福井県                              | 福井県立病院（福井市）                                                      | 2021年5月      | セントラルヘリコプターサービス | BK117              | |
| 中部地方     | 静岡県東部ドクターヘリ （静岡県）   | 順天堂大学医学部附属静岡病院（伊豆の国市）                                  | 2004年3月      | セントラルヘリコプターサービス | BK117              | |
| 中部地方     | 静岡県西部ドクターヘリ （静岡県）   | 聖隷三方原病院（浜松市）                                                    | 2001年10月     | 中日本航空                     | ベル429            | |
| 中部地方     | 愛知県                              | 愛知医科大学病院（長久手市）                                                | 2002年1月      | 中日本航空                     | EC135              | |
| 中部地方     | 愛知県                              | 藤田医科大学病院（豊明市）                                                  | 2024年2月      | 中日本航空                     | ベル429            | |
| 中部地方     | 岐阜県                              | 岐阜大学医学部附属病院（岐阜市）                                            | 2011年2月9日   | セントラルヘリコプターサービス | BK117              | 福井県の一部地域（大野市和泉地区）での共同運航を実施。福井県単独運航の開始後も継続。 |
| 中部地方     | 三重県                              | 三重大学医学部附属病院（津市） 伊勢赤十字病院（伊勢市）                     | 2012年2月      | 中日本航空                     | EC135              | 基地病院は2か月間隔の輪番制 |
| 近畿地方     | 大阪府ドクターヘリ （大阪府）       | 大阪大学医学部附属病院（吹田市）                                            | 2008年1月      | ヒラタ学園                     | EC135              | 愛称はKANSAI・もず 関西広域連合による共同運航を実施 （共同運航）滋賀県・京都府南部・奈良県一部（相互運航）和歌山県一部                                                                              |
| 近畿地方     | 奈良県ドクターヘリ                  | 奈良県立医科大学附属病院（橿原市）                                          | 2017年3月      | ヒラタ学園                     | EC135              | ヘリが常駐する基幹連携病院は南奈良総合医療センター 関西広域連合による共同運航を実施 （共同運航）三重県・和歌山県                                                                                    |
| 近畿地方     | 和歌山県ドクターヘリ （和歌山県）   | 和歌山県立医科大学附属病院（和歌山市）                                      | 2003年1月      | ヒラタ学園                     | EC135              | 関西広域連合による共同運航を実施 （共同運航）奈良県の一部・三重県の一部（相互運航）大阪府の一部・徳島県の一部                                                                                       |
| 近畿地方     | 三府県ドクターヘリ （兵庫県）       | 公立豊岡病院組合立豊岡病院（豊岡市）                                        | 2010年4月      | ヒラタ学園                     | EC135              | 愛称はKANSAI・こうのとり 関西広域連合による共同運航 （共同運航）兵庫県北部、京都府北部、鳥取県 |
| 近畿地方     | 兵庫県ドクターヘリ （兵庫県）       | 兵庫県立加古川医療センター（加古川市）                                      | 2013年11月30日 | ヒラタ学園                     | EC135              | 愛称はKANSAI・はばタン 関西広域連合による共同運航を実施 準基地病院：兵庫県立はりま姫路総合医療センター（姫路市）                                                                                    |
| 近畿地方     | 京滋ドクターヘリ （滋賀県、京都府） | 済生会滋賀県病院 （栗東市）                                                 | 2015年4月28日  | ヒラタ学園                     | EC135              | 愛称はKANSAI・ゆりかもめ 関西広域連合による共同運航を実施（共同運航）滋賀県、京都府南部、福井県嶺南。福井県単独運航の開始後も継続。                                                                 |
| 中国・四国   | 徳島県ドクターヘリ （徳島県）       | 徳島県立中央病院（徳島市）                                                  | 2012年10月     | ヒラタ学園                     | EC135              | 愛称はKANSAI・藍バード 関西広域連合による共同運航を実施 （共同運航）兵庫県淡路島、高知県の一部（相互運航）和歌山県の一部                                                                            |
| 中国・四国   | 高知県                              | 高知医療センター（高知市）                                                  | 2011年3月      | 西日本空輸 四国航空            | BK117C-1           | |
| 中国・四国   | 香川県                              | 香川県立中央病院（高松市） 香川大学医学部附属病院（三木町）                 | 2022年4月18日  | 四国航空                       | BK117              | 基地病院は1週間毎の当番制 |
| 中国・四国   | 愛媛県                              | 愛媛県立中央病院（松山市）                                                  | 2017年2月1日   | 中日本航空 愛媛航空            | EC135P2（JA17TV）  | 基幹連携病院：愛媛大学医学部附属病院（東温市） 当面は発進基地方式（松山空港待機）および屋上ヘリポート待機方式を併用予定。                                                                           |
| 中国・四国   | 鳥取県                              | 鳥取大学医学部附属病院（米子市）                                            | 2018年3月      | ヒラタ学園                     | EC135              | 愛称はKANSAI・おしどり |
| 中国・四国   | 岡山県                              | 川崎医科大学附属病院（倉敷市）                                              | 2001年4月      | セントラルヘリコプターサービス | BK117              | |
| 中国・四国   | 広島県                              | 広島大学病院（広島市）                                                      | 2013年5月      | 中日本航空                     | EC135              | |
| 中国・四国   | 島根県                              | 島根県立中央病院（出雲市）                                                  | 2011年6月      | セントラルヘリコプターサービス | BK117              | 連携病院：島根大学医学部附属病院 |
| 中国・四国   | 山口県                              | 山口大学医学部附属病院（宇部市）                                            | 2011年1月      | 朝日航洋                       | BK117C-2           | |
| 九州・沖縄県 | 福岡県                              | 久留米大学病院（久留米市）                                                  | 2002年2月1日   | 西日本空輸                     | BK117C-2           | （共同運用）大分・佐賀県、山口県離島の急患搬送も受託 |
| 九州・沖縄県 | 長崎県                              | 国立病院機構長崎医療センター（大村市）                                      | 2006年6月      | ヒラタ学園                     | EC135              | 佐賀県西部との共同運用 |
| 九州・沖縄県 | 佐賀県                              | 佐賀大学医学部附属病院（佐賀市）                                            | 2014年1月17日  | 西日本空輸                     | ベル429            | 協力病院：佐賀県医療センター好生館 |
| 九州・沖縄県 | 大分県                              | 大分大学医学部附属病院（由布市）                                            | 2012年10月1日  | 西日本空輸                     | BK117C-2           | |
| 九州・沖縄県 | 熊本県                              | 熊本赤十字病院（熊本市）                                                    | 2014年1月16日  | 西日本空輸                     | BK117C-2           | |
| 九州・沖縄県 | 宮崎県                              | 宮崎大学医学部附属病院（宮崎市）                                            | 2014年4月17日  | 西日本空輸                     | BK117C-2           | |
| 九州・沖縄県 | 鹿児島県                            | 鹿児島市立病院（鹿児島市）                                                  | 2011年12月     | 鹿児島国際航空                 | A109SP             | |
| 九州・沖縄県 | 鹿児島県                            | 県立大島病院（奄美市）                                                      | 2016年12月27日 | 鹿児島国際航空                 | AW109SP            | 導入に先行して地域救命救急センターを整備。 |
| 九州・沖縄県 | 沖縄県                              | 浦添総合病院（浦添市）                                                      | 2008年12月1日  | 鹿児島国際航空                 | AW109SP            | 鹿児島県南部の離島まで運航（徳之島、沖永良部島、与論島） 2005年までは民間救急ヘリのU-PITSを運用していた。                                                                                           |

#### 消防・防災ヘリのドクターヘリ的運航
消防・防災ヘリコプターの任務には救急搬送も含まれているため、下記以外の航空隊でも急患搬送は行っている。
- 埼玉県防災航空隊
  - 埼玉医科大学国際医療センター（日高市） - 専用機の運用が行えない早朝・夜間時の運用
  - 埼玉医科大学総合医療センター（川越市） - 2007年の専用機配備までは防災ヘリで運用していた
- 千葉市消防航空隊

主に千葉市内における重症傷病の対応。
- - 千葉大学医学部附属病院（千葉市)
  - 千葉県救急医療センター（千葉市）
- 東京消防庁航空隊
  - 東京都立広尾病院（渋谷区）、国立病院機構災害医療センター（立川市）
- 徳島県防災航空隊
  - 当番制 - 徳島県立中央病院、徳島赤十字病院、徳島市民病院
  - 大阪府・和歌山県所在ドクターヘリと相互乗り入れ
- 香川県防災航空隊[66]
  - 香川大学医学部附属病院（高松市）
- 愛媛県防災航空隊
  - 愛媛大学医学部附属病院
- 岡山市消防局航空隊、岡山県防災航空隊[67]
  - 川崎医科大学附属病院（倉敷市）、岡山大学病院（岡山市）、津山中央病院（津山市）[68]
- 神戸市消防局航空機動隊・兵庫県消防防災航空隊
  - 兵庫県災害医療センター[69]
- 鳥取県消防防災航空隊 - 県中西部をカバー、2010年4月14日から運行開始[70][71]
  - 鳥取大学医学部附属病院救命救急センター
- 高知県消防防災航空隊 - 航空隊員は研修を行っている
  - 高知医療センター
- 鹿児島県防災航空隊 - 消防・防災ヘリコプターの本土内搬送について
  - 今給黎総合病院、鹿児島厚生連病院、鹿児島市医師会病院、鹿児島市立病院、鹿児島生協病院、鹿児島赤十字病院、鹿児島医療センター、南風病院、鹿児島大学病院の協力体制

#### 民間救急ヘリ
- 医療法人実松会 - 医療ヘリ「おうみ」を大阪航空に委託して運用していたが、2017年12月末で運用終了。

- ホワイトバード - 福岡和白病院、福岡新水巻病院、新小文字病院、新行橋病院
  - （補）社会医療法人財団池友会（運）ヒラタ学園
  - 　令和７年４月６日にへリコプターが墜落事故をおこし消息不明となった[72][73]。
- MESH - 北部地区医師会病院（名護市）
  - （補）NPO法人MESHサポート、（運）中日本航空。2007年から運行を開始。資金難などから運行休止と再開を度々繰り返してきたが、2018年10月末をもってヘリコプター運用を終了。2018年11月に（2015年にクラウドファンディングの資金で(中古)購入し試行運航していた）ビーチクラフト ボナンザ（活動半径700km）による患者移送に移行した。
- AMSAD
  - （補）一般社団法人 防災医療航空支援の会、（運）OKIDOKI。
- 社会医療法人緑泉会米盛病院「レッドウイング」 鹿児島市 鹿児島ドクターヘリとの協定により、重複要請時及び一部離島に関しては県ドクターヘリ補完ヘリとして活動している
  - （運）鹿児島国際航空株式会社
- U-PITS（廃止済み）
  - 浦添総合病院（浦添市）。2005年から2008年まで運用していたが、現在は沖縄県ドクターヘリ事業へ移行。
- 特定非営利活動法人オールラウンドヘリコプター ARH（無期限休止中）
  - 宮城県気仙沼市を中心に活動する民間医療用多目的ヘリコプター。基本的には同乗するのは救急救命士だが、医師の同乗もある。資金不足により、2015年11月18日より期限を定めず無期運休を決定。

## その他
「ドクターヘリ」は和製英語であり、英語圏では主に、Air Ambulance（固定翼・回転翼両方）、Medical Helicopter（回転翼のみ）などと呼ばれる。同乗するのはドクター（医師）ではなく、主にParamedic（救急医療治療士）やEMT（Emergency Medical Technician）である。航空緊急搬送を通称でAir Lift、Air Liftedと表すが、吊って搬送するわけではなく着陸して担架で運び入れる場合も同様に表す。
米国の救急搬送は自治体の救急車であっても有料なので、官民共にAir Ambulanceも有料であり、多くは基本料金150万円前後+1マイル（1.6 km）に付き1万円前後+機内の医療処置料の料金体系を取っている。状況により多くの場合は医療保険の適用範囲である。
英国の首都ロンドンでは1990年からLondon Air Ambulanceの運航が開始された。ロンドン市内は電線が地中化されているため、一般道に発着することもある。
「ドクターヘリ」およびカラーリング（ロゴマーク）は、一般社団法人全日本航空事業連合会が2005年に商標登録しており、勝手に商業利用することはできない。

## 関連書籍
- 西川渉 著『ドクターヘリ’飛ぶ救命救急室’』時事通信出版局、2009年。ISBN 978-4-7887-0952-2
- 稲継裕昭編著『大規模災害に強い自治体間連携 ― 現場からの報告と提言』早稲田大学出版部〈早稲田大学ブックレット＜「震災後」に考える＞〉、2012年。ISBN 9784657123046